# Igor Stanislavovich Ashmanov
Ashmanov Igor Stanislavovich (sinh ngày 9/1/1962, tại Moskva) – là một chuyên gia nổi tiếng của Nga trong lĩnh vực trí tuệ nhân tạo, phát triển phần mềm và quản lý dự án. Tổng giám đốc công ty Ashmanov & Partners. Tiến sĩ khoa học kỹ thuật.

## Tiểu sử
Tốt nghiệp khoa Toán – Cơ của trường ĐH Tổng hợp Moskva (MGU) năm 1983.
Từ năm 1987, ông phát triển phần ngôn ngữ của hệ thống chính tả "Orfo" trong khuôn khổ công ty tư nhân Informatik, sau đó trở thành lãnh đạo của dự án này. Về sau, vào năm 1994, hệ thống này đã chiến thắng trong cuộc thi của Microsoft và trở thành một phần của phiên bản Microsoft Office tại thị trường Nga.
Năm 1995, Microsoft mua lại "Orfo" và Ashmanov rời Informatik để lập công ty riêng MediaLingua.
Năm 1999, ông chuyển sang công ty Rambler với chức danh Giám đốc phát triển và nghiên cứu, sau đó đảm nhiệm chức vụ Giám đốc điều hành. Sau này ông đã viết cuốn sách gây xôn xao dư luận vào thời đó "Cuộc sống bên trong bong bóng" về công việc của mình tại Rambler khi mô tả "từ bên trong"  các hoạt động ngầm của công ty Internet lớn này.
Năm 2001, ông rời khỏi Rambler khi mở công ty riêng Ashmanov & Partners. Sản phẩm nổi tiếng nhất của công ty là bộ lọc chống thư rác Spamtest, đã được các công ty như Mail.ru, RusBisConsulting, RTCom, Peterlink, Masterhost, РТС, CBOSS và các nhà cung cấp dịch vụ điện thoại di động sử dụng. Sau này công nghệ Spamtest trở thành phần chính của bộ lọc Kaspersky Anti-Virus.
Năm 2004, công ty Ashmanov & Partners và Finam đã thành lập công ty liên doanh Search Technology và tổ chức hội nghị chuyên ngành đầu tiên "Tối ưu hóa trên các công cụ tìm kiếm và quảng bá trang web trên Internet". Hội nghị này đã trở thành thường niên.
Năm 2005, ông cùng với Alexandr Klyachin thành lập công ty NanoSemantics.
Năm 2010, công ty Ashmanov & Partners đã mua lại công ty Informatik.

## Các công trình chính
- Ashmanov, I.S (2008). Жизнь внутри пузыряРаспечатать [Cuộc sống bên trong bong bóng]. Mann, Ivanov và Ferber. tr. 208. ISBN 9785902862796.

- Ashmanov, I.S, đồng tác giả: Ivanov A.A (2007). Продвижение сайта в поисковых системах [Quảng bá trang web trên các công cụ tìm kiếm]. Dialetika-Wiliams. tr. 304. ISBN 9785845911551.